# Paisatge (Galwey)
Paisatge és una pintura sobre taula feta per Enric Galwey Garcia durant la segona meitat del segle xix o la primera del segle XX i que es conserva actualment a la Biblioteca Museu Víctor Balaguer, amb el número de registre 1692 d'ençà que hi va ingressar, el 1956, provinent de la col·lecció privada de Victòria González.

## Descripció
L'obra consisteix en un vista general d'un cel molt ennuvolat que ocupa tres quartes parts del quadre i una arbreda que apareix a la part baixa. 	

## Inscripció
En el quadre es pot llegir la inscripció "E. Galwey", a l'angle inferior dret, i, al darrere, "Enric Galwey/1864-1943".